# Domicilie (beeld)
Domicilie is een meervoudig artistiek kunstwerk in Amsterdam-Zuidoost.
De kunstenaars Wouter de Baat en Dick Simonis kregen de opdracht van de gemeente Amsterdam de wijk Holendrecht-West op te fleuren met een kunstwerk. Het kwam tot stand via de BKR (die daarna werd opgeheven) via bemiddeling van de net geopende Artoteek Zuidoost, Nieuwlandhof 99 (voorloper van CBK Amsterdam Zuidoost).
Die wijk werd in einde jaren zeventig volgebouwd, niet met de voor Zuidoost gangbare hoogbouw en flats, maar met laagbouw (vier woonlagen). De wijk kreeg daarbij een indeling met woonerven, een moderne variant van een hofje. De Baat en Simonis lieten zich bij het op te leveren kunstwerk inspireren door dat woonerfidee. Het woonerf werd destijds immers aangegeven door een rechthoekig huisje met puntdak en schoorsteen. De kunstenaars vertaalden het naar een “oud beeld” van een huis, dat nou juist niet in de wijk Zuidoost voorkwam. Als bijzonderheid geldt dan nog dat de bakstenen verwerkt in Domicilie afkomstig zijn uit gesloopte gebouwen in de Jordaan, een wijk waar meerdere hofjes stonden. Het begin van de 70.000 gulden kostende route ligt aan de Holendrechtdreef en voert vanaf het Station Amsterdam Holendrecht de wijk in.
Bij in- en uitgang van de Nieuwegeinlaan-Nieuwlandhof heeft het bovendien het idee van een poort.

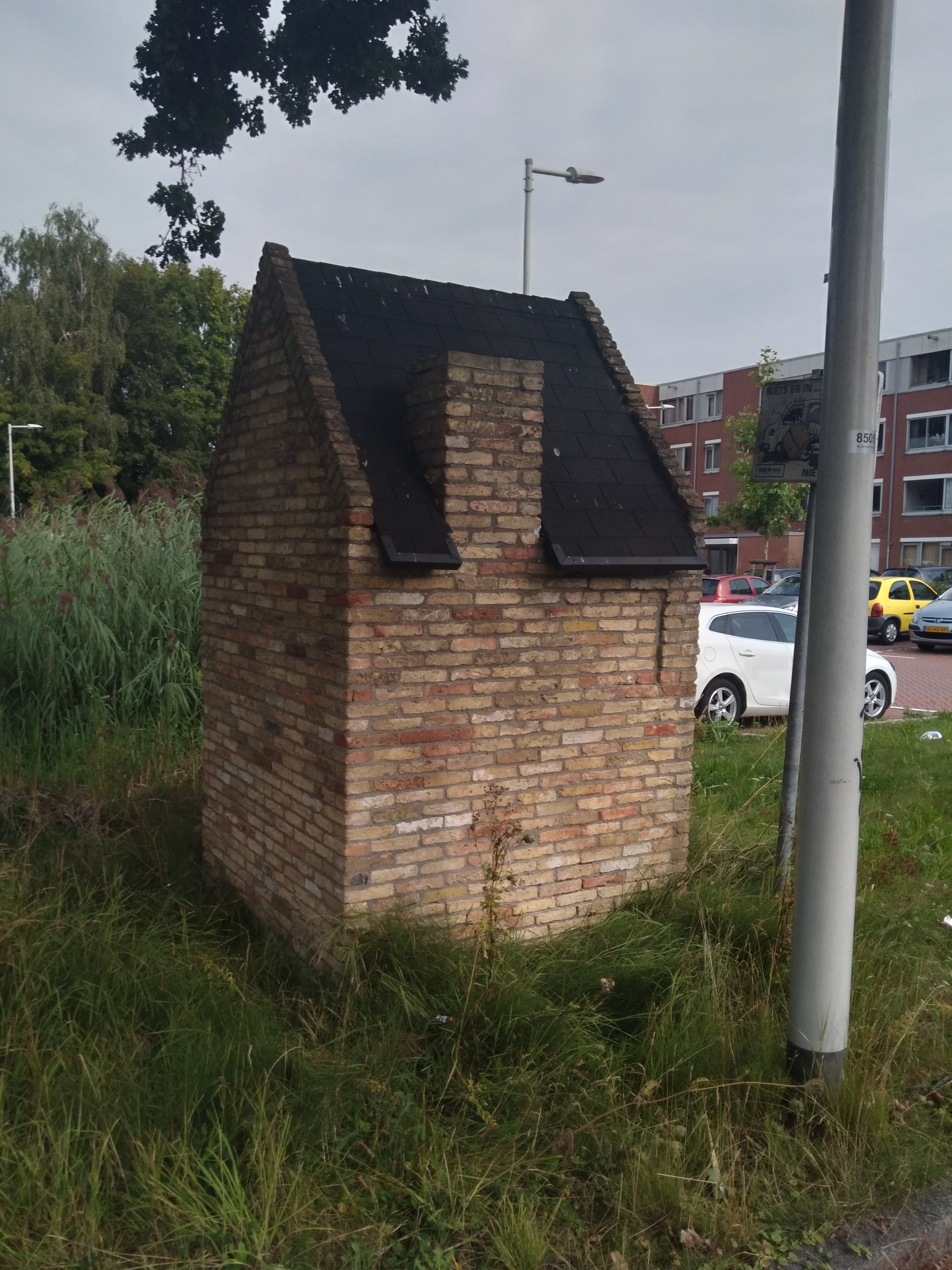
Losstaand huisje (augustus 2021)

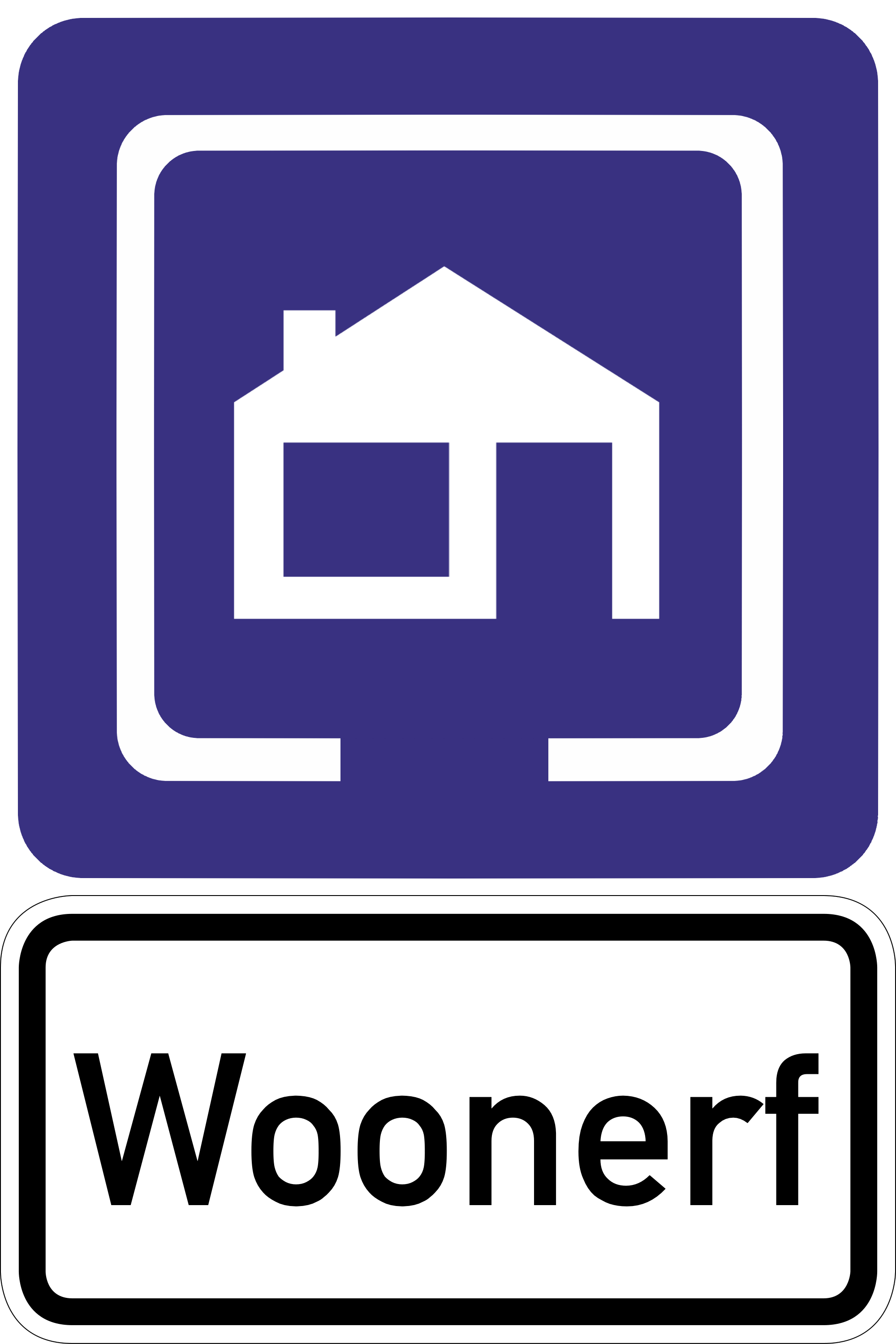
Toenmalig verkeersbord woonerf